# Барбери, Мюриель
Мюриель Барбери (фр. Muriel Barbery, род. 28 мая 1969) — популярная современная французская писательница, преподаватель философии.

## Биография
Родилась во французской семье в Касабланке (Марокко) 28 мая 1969 года, два месяца спустя её семья мигрировала во Францию.
Лицей Мюриель окончила в городе Со, после чего поступила в элитарное высшее учебное заведение — Высшую нормальную школу Лиона, агреже по философии. В 1993—2008 годах преподавала в Университете Бургундии, университетском институте подготовки мастеров (французский аналог российских педагогических училищ) города Сен-Ло, лицеях.
В 2000 году по настоянию своего мужа Стефана Барбери отправила рукопись своего первого романа «Лакомство» (фр. Une Gourmandise) в издательство Gallimard. Дебют писательницы оказался успешным, её первый роман перевели на 14 языков.
Второй книгой, которая стала абсолютным бестселлером во Франции, стал роман «Элегантность ёжика» (фр. L’Elégance du hérisson). Он вышел в 2006 году, в том же издательстве Gallimard тиражом 700 000 экземпляров. Роман был впоследствии переведен на 39 языков и получил ряд литературных премий. В 2009 году роман был экранизирован. После коммерческого успеха своей второй книги писательница с мужем переехала в Японию, в город Киото, где проживала в 2008—2009 годах, после чего возвратилась в Европу.
Избегает публичности и общественной деятельности. Некоторое время жила в Амстердаме, по состоянию на 2015 год живёт в Турени. Развелась со Стефаном Барбери, после чего заключила новый брак.